# Iskra Odintsovo
Maillots
L’Iskra Odintsovo est un club russe de volley-ball basé à Odintsovo (banlieue de Moscou) évoluant au plus haut niveau national (Superliga).

## Entraîneurs
- 2010-2013 :  Roberto Santilli

## Palmarès
- Ligue des champions
  - Finaliste : 2004
- Top Teams Cup/Coupe de la CEV
  - Finaliste : 2006, 2010
- Championnat de Russie
  - Finaliste : 1992, 1994, 2003
- Coupe de Russie (1)
  - Vainqueur : 2002
- Coupe d'URSS (2)
  - Vainqueur : 1986, 1987

## Effectif de la saison en cours
Entraîneur : Serguei Tsvetnov  Russie ; entraîneur-adjoint : Aleksandr Smirnov  Russie
| Numéro | Nom               | Taille | Nationalité          |
| ?      | Pavel ABRAMOV     | 1,99   | Russie               |
| ?      | Roman ARKHIPOV    | 2,00   | Russie               |
| ?      | Anton ASTASHENKOV | 2,03   | Russie               |
| ?      | Mikhail BEKETOV   | 1,98   | Russie               |
| ?      | Guido GÖRTZEN     | 1,98   | Pays-Bas             |
| ?      | Igor KARPOV       | 1,97   | Russie               |
| ?      | Alexei KAZAKOV    | 2,17   | Russie               |
| ?      | Serguei KOROSHEV  | 2,02   | Russie               |
| ?      | Valery KOMAROV    | 1,91   | Russie               |
| ?      | Maksim MAKSIMOV   | 1,96   | Russie               |
| ?      | Aleksandr MASTYUK | 2,00   | Russie               |
| ?      | Peter MELNIK      | 1,98   | Russie               |
| ?      | Veljko PETKOVIC   | 1,95   | Serbie-et-Monténégro |
| ?      | Youriy TYUTIN     | 1,95   | Russie               |
| ?      | Ilia ZHILIN       | 1,96   | Russie               |

## Joueurs majeurs
- Gregoryi Afinogenov  Russie (central, 2,08 m)
- Alexander Bogomolov  Russie (central, 2,08 m)
- Roman Iakovlev  Russie (pointu, 2,02 m)
- Alexei Kazakov  Russie (central, 2,17 m)
- Riley Salmon  États-Unis (réceptionneur-attaquant, 1,97 m)